# Nanorana conaensis
Espèce
Synonymes
- Rana conaensis Fei & Huang, 1981
- Paa conaensis (Fei & Huang, 1981)

Statut de conservation UICN

 DD  : Données insuffisantes
Nanorana conaensis est une espèce d'amphibiens de la famille des Dicroglossidae.

## Répartition
Cette espèce est endémique de la région autonome du Tibet en République populaire de Chine. Elle se rencontre dans le xian de Cuona, entre 2 900 et 3 400 m d'altitude.
Sa présence est incertaine au Bhoutan et en Inde.

## Étymologie
Son nom d'espèce, composé de cona et du suffixe latin -ensis, « qui vit dans, qui habite », lui a été donné en référence au lieu de sa découverte, le xian de Cona, appelé désormais Cuona.

## Publication originale
- Huang & Fei, 1981 : Two new species of amphibians from Xizang. Acta Zootaxonomica Sinica, vol. 6, p. 211-215.